# Ebridi Interne

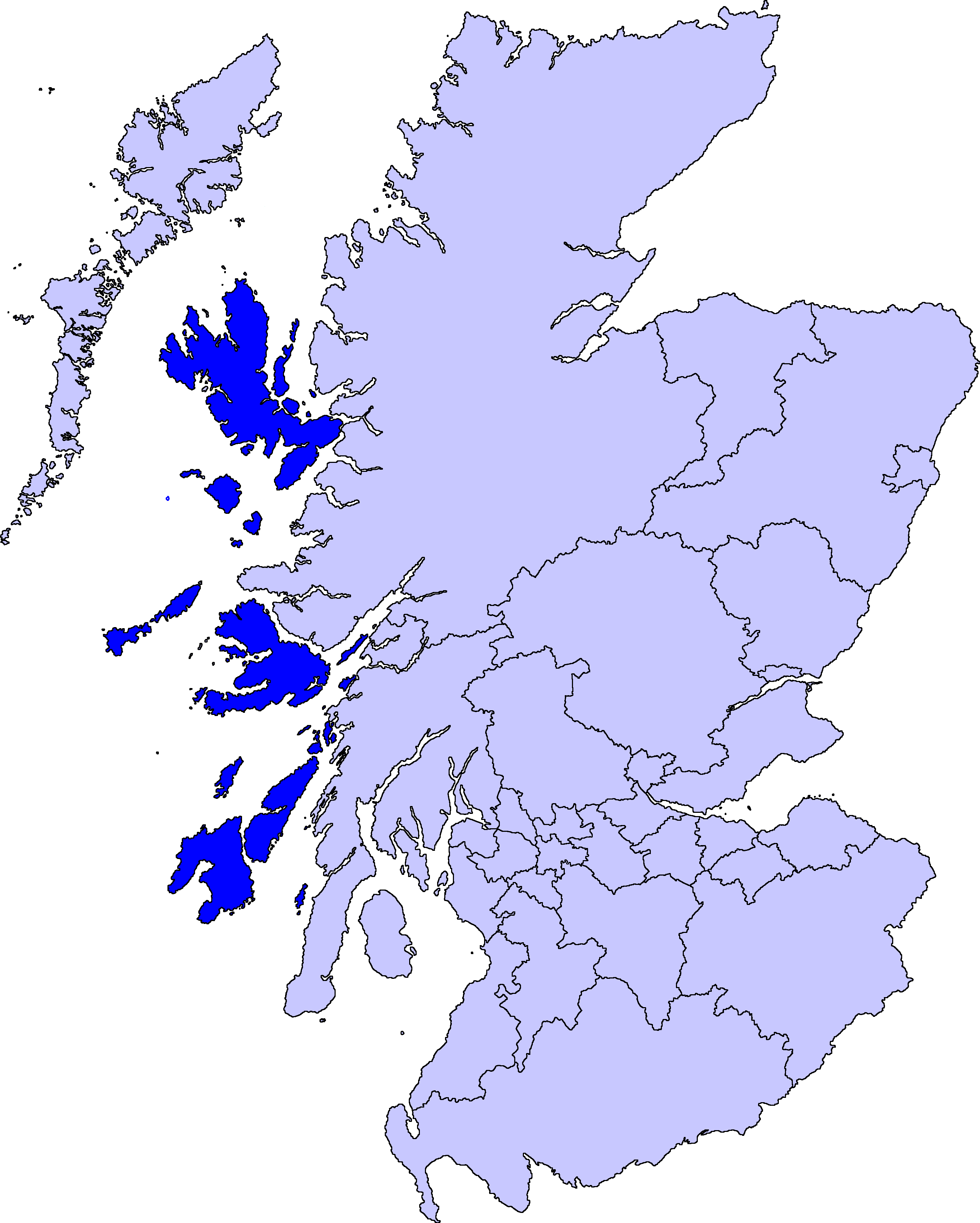
Le Ebridi Interne in Scozia

Le Ebridi Interne (in lingua gaelica scozzese: Na h-Eileanan a-staigh, "le isole interne") sono un arcipelago al largo della costa occidentale della Scozia, situate a sud-est delle Ebridi Esterne. Insieme, questi due insiemi di isole costituiscono le Ebridi, che godono di un clima oceanico mite. Le Ebridi Interne comprendono 35 isole abitate e 44 isole non abitate, con un'area maggiore di 30 ettari. Le principali attività commerciali sono il turismo, l'agricoltura, la pesca e la distillazione del whisky. In epoca moderna, le Ebridi interne hanno costituito parte di due giurisdizioni separate di governo locale, una comprendente il nord e un'altra la parte meridionale; insieme, le isole hanno un'area di 4130 km² e nel 2011 contavano una popolazione di 18.948 persone. La densità di popolazione è pertanto di 4,6 persone per km².
Vi sono diverse importanti strutture preistoriche, molte delle quali risalgono a epoche precedenti ai primi riferimenti scritti alle isole da parte degli autori greci e romani. In questo periodo storico, i primi coloni noti furono i Pitti a nord e i Gaeli nel regno meridionale di Dalriada. Le isole divenissero parte del regno di Suðreyjar dei norreni, che governarono per 400 anni prima che la sovranità fosse ceduta alla Scozia con il Trattato di Perth del 1266. Il controllo delle isole fu detenuto da allora in avanti da diversi clan, soprattutto MacLeans, MacLeods e MacDonalds. Le Highland Clearances del XIX secolo ebbero un effetto devastante su molte comunità e solo negli ultimi anni i livelli della popolazione hanno smesso di diminuire.
Il trasporto via mare è cruciale e diversi operatori di traghetti garantiscono collegamenti con la terraferma scozzese e tra le isole. La lingua gaelica scozzese resta prevalente in alcune aree; i paesaggi mozzafiato e la varietà di flora e fauna hanno ispirato molti artisti.

## Geografia
Le isole costituiscono un arcipelago sparso; le isole maggiori sono, da sud a nord, Islay, Jura, Mull, Rùm e Skye. Quest'ultima è la maggiore e più popolosa di tutte, con un'area di 1656 km² e una popolazione di poco oltre le 10 000 unità.
Il gruppo meridionale si trova in Argyll, un'area all'incirca corrispondente al cuore dell'antico regno di Dalriada e incorporato nell'attuale area unitaria di Argyll and Bute. Le isole settentrionali furono parte della contea dell'Inverness-shire e oggi si trovano nell'area dell'Highland.

### Fisica

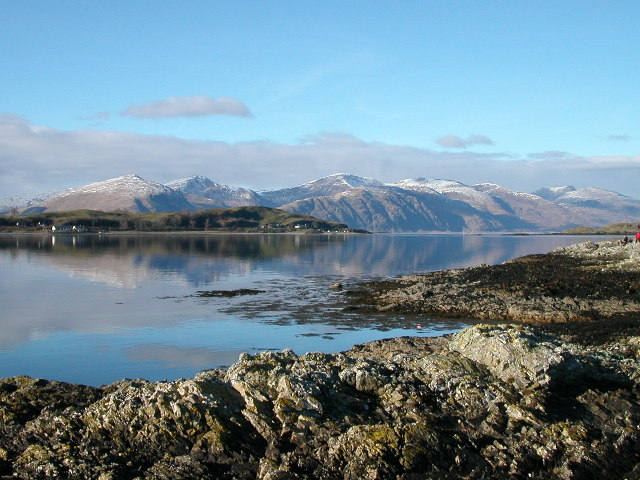
L'isola Lismore e in fondo le colline di Kingairloch

Le dieci maggiori isole sono di seguito elencate.
| Isola    | Nome gaelico                             | Area (km2) | Popolazione | Popolazione di lingua gaelica | Cima più alta  | Altezza (m) |
| -------- | ---------------------------------------- | ---------- | ----------- | ----------------------------- | -------------- | ----------- |
| Coll     | Colla                                    | 76,85      | 195         |                               | Ben Hogh       | 104         |
| Colonsay | Colbhasa                                 | 40,74      | 124         | 20,2% (15)                    | Carnan Eoin    | 104         |
| Eigg     | Eige                                     | 30,49      | 83          |                               | An Sgurr       | 393         |
| Islay    | Ìle                                      | 619,56     | 3 228       | 19% (613)                     | Beinn Bheigeir | 491         |
| Jura     | Diùra                                    | 366,92     | 196         |                               | Beinn an Òir   | 785         |
| Lismore  | Lios Mor                                 | 62,31      | 192         | 26,9% (50)                    | Lios Mor       | 444         |
| Mull     | Muile                                    | 875,35     | 2 800       |                               | Ben More       | 966         |
| Raasay   | Ratharsair                               | 62,31      | 161         | 30,4% (48)                    | Dùn Caan       | 444         |
| Rùm      | Rùm                                      | 104,63     | 22          |                               | Askival        | 812         |
| Skye     | An t-Eilean Sgitheanach o Eilean a' Cheò | 1 656,25   | 10 008      | 29,4% (2.942)                 | Sgurr Alasdair | 993         |
| Tiree    | Tioridh                                  | 78,34      | 653         | 38,3% (250)                   | Ben Hynish     | 141         |
| Totale   | Totale                                   | 3 973,75   | 18 947      | 3 918                         |                |             |

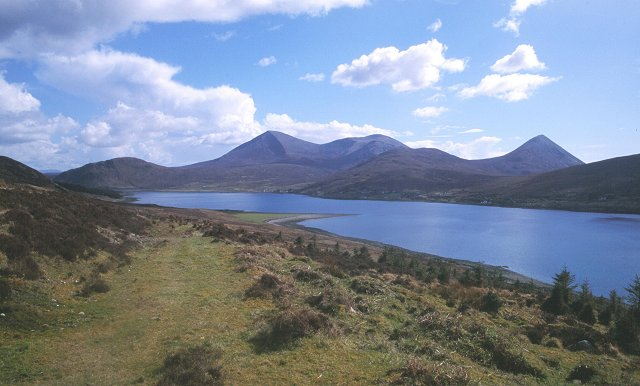
Scalpay, con a sud l'isola di Skye

La geologia e geomorfologia delle isole è varia. Alcune, come Skye e Mull, sono montagnose, mentre altre come Tiree sono relativamente dolci; le montagne più alte sono i Cuillin di Skye, anche se picchi oltre i 300 metri sono comuni in molti luoghi. Gran parte della linea costiera è machair, cioè pascolo fertile a livello del mare. Molte delle isole sono spazzate da forti maree, e le onde del Golfo di Corryvreckan tra Scarba e Jura formano i più violenti vortici del mondo.
Vi sono diversi arcipelaghi minori, tra cui le isole Ascrib, isole Crowlin, isole Slate, isole Small, isole Summer e isole Treshnish.

### Umana

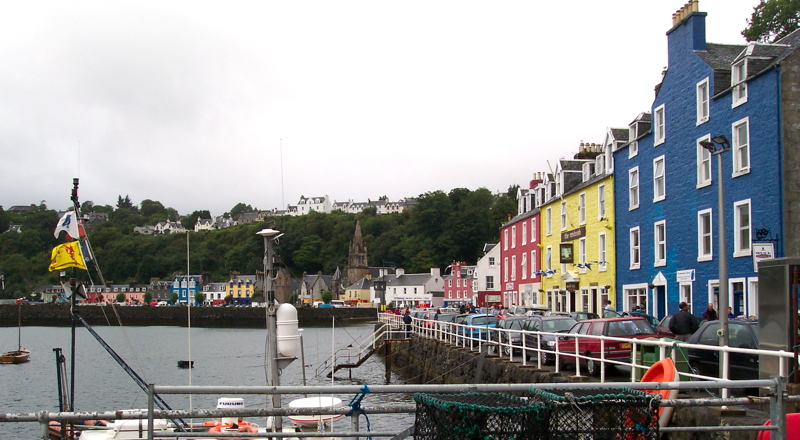
Tobermory, il maggiore insediamento su Mull

Le isole abitate delle Ebridi Interne contavano una popolazione di 18 257 persone nel 2001, mentre nel 2011 gli abitanti erano saliti a 19 248. Durante lo stesso periodo, le isole scozzesi crebbero in totale del 4% fino a 103 702 persone. Vi sono anche 44 isole disabitate con un'area maggiore di 30 ettari. I dati relativi all'ultimo anno di abitazione sulle isole, per le isole minori, sono incompleti, ma la gran parte di esse fu abitata per qualche periodo durante il Neolitico, l'età del ferro, l'Alto Medioevo o nei periodi norreni. In comune con molti altri arcipelaghi della Scozia, molte delle isole minori e più remote furono abbandonate tra il XIX secolo ed il XX secolo, in alcuni casi dopo insediamenti continui fin dalla preistoria. Queste isole erano percepite come economie agricole relativamente auto-sufficienti, ma in generale gli isolani ritennero che le isole più remote non avevano i servizi essenziali di una moderna economia industriale. La popolazione delle isole maggiori crebbe tuttavia di più del 12% tra il 1981 ed il 2001.

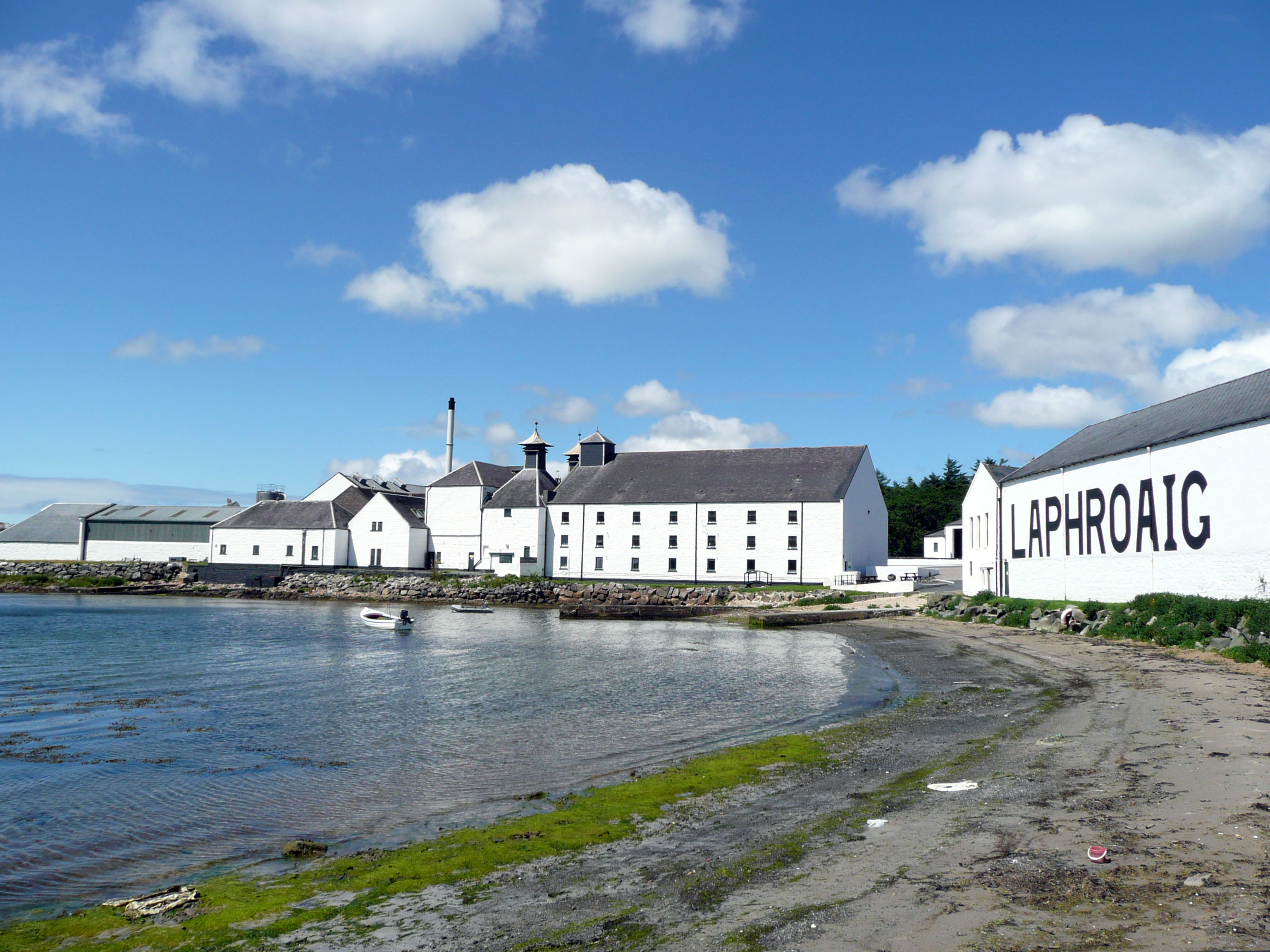
Distilleria Laphroaig

Le principali attività commerciali sono il turismo, l'agricoltura, la pesca e la distillazione del whisky (presente a Islay, ma anche a Talisker su Skye, Jura e a Tobermory su Mull). Nel complesso, le isole si affidano in prevalenza sul settore primario e su quello pubblico; vi è una prevalenza di liberi professionisti e micro-business, e la maggior parte delle zone sono definite dalla Highland and Islands Enterprise come "aree fragili" economicamente. L'arcipelago tuttavia si posiziona bene in quanto a sfruttamento delle energie rinnovabili, in particolare per l'eolico sulla costa e al largo; la penisola di Sleat su Skye è un esempio di area economicamente robusta. Alcune delle isole hanno centri di sviluppo per sostenere l'economia locale.

### Clima
L'influenza dell'Oceano Atlantico e della corrente nord-atlantica crea un clima oceanico mite. Le temperature sono generalmente fresche, in media intorno ai 6,5 °C in gennaio e 15,4 °C in luglio a Duntulm, sulla penisola Trotternish su Skye. La neve cade raramente presso il mare, e le gelate sono meno frequenti della terraferma; i venti costituiscono un fattore limitante per la vegetazione. Sono stati rilevati venti fino a 128 km/h in prevalenza in direzione sud-ovest. Le piogge sono generalmente abbondanti, con 1300-2000 mm ogni anno, e le montagne e colline sono ancora più umide. Tiree è uno dei luoghi più soleggiati della nazione e nel 1975 contava 300 giorni di sole. Trotternish tipicamente può contare su 200 ore di sole in maggio, il mese più soleggiato.

## Preistoria

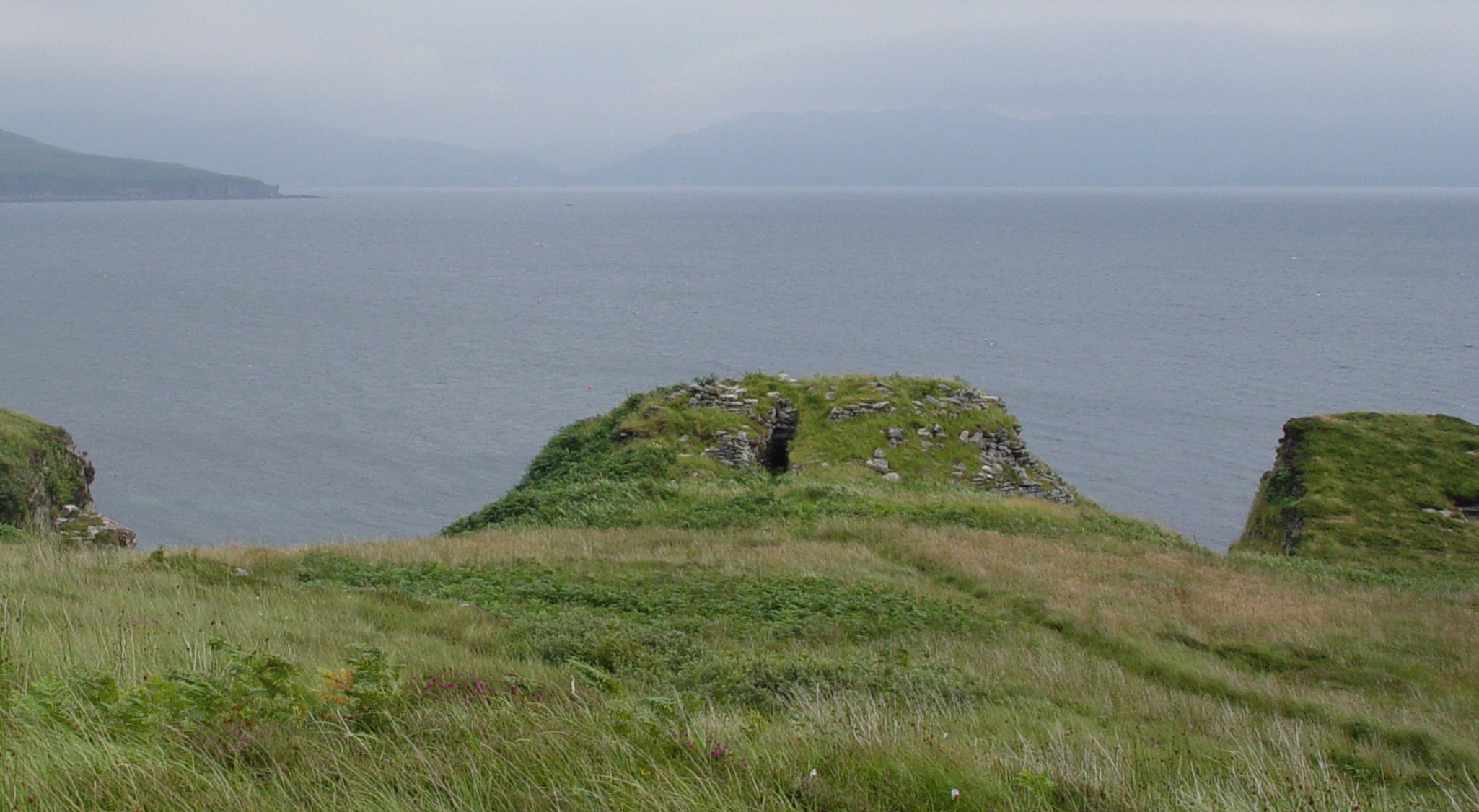
Le rovine di Dun Ringill, presso Elgol sull'isola di Skye

Le Ebridi vennero inizialmente colonizzate nel Mesolitico e contano ancora oggi diversi siti preistorici. Una punta di freccia trovata in un campo presso Bridgend, su Islay, è stata datata al 10800 avanti Cristo e questa scoperta può indicare la presenza di un sito di caccia estivo più che un insediamento permanente. Gusci di nocciole bruciate e carbone vegetale sono stati ritrovati a Farm Fields, presso Kinloch su Rùm e sono indice di un insediamento umano che risulta essere la più antica prova di abitazione umana in Scozia.
Le prove di una lavorazione in grande scala delle noci durante il Mesolitico, datate con il metodo del carbonio-14 a circa il 7000 avanti Cristo, sono state ritrovate in un pozzo utilizzato per i rifiuti a Staosnaig, su Colonsay. Lo scavo ha scoperto i resti di centinaia di migliaia di gusci di nocciole bruciati che offrono una descrizione delle attività delle comunità. Le nocciole venivano raccolte in un solo anno e la palinologia suggerisce che gli alberi di nocciole venivano abbattuti tutti nello stesso momento. La scala delle attività, incomparabile agli altri luoghi della Scozia, e la mancanza di selvaggina sull'isola, suggerisce la possibilità che Colonsay ospitasse una comunità che viveva di una dieta largamente vegetariana per il periodo che trascorreva sull'isola.
Tre focolari in pietra e tracce di ocra rossa rinvenuti su Jura e datati intorno al 6000 avanti Cristo sono le strutture più antiche costruite in pietra trovate finora in Scozia. In generale, tuttavia, i siti Neolitici delle Ebridi Interne non hanno la stessa magnificenza di quelli che si trovano sulle isole Orcadi e sulle Ebridi Esterne Vi sono numerosi siti risalenti all'età del ferro inclusi i resti del forte di Dun Ringill su Skye, che sono simili nella forma a quelli sia dei broch che dei complessi circolari atlantici.

## Etimologia
I primi riferimenti scritti a queste isole appaiono nella Naturalis historia di Plinio il Vecchio, dove egli afferma che vi sono 30 "Hebudes". Tolomeo, scrivendo circa 80 anni dopo, circa nel 140-150 d.C. e scrivendo sulla precedente spedizione navale di Giulio Agricola, si riferisce alle Ἐβοῦδαι ("Eboudai", "Ebudes" o "Ebudae" nella traduzione latina) scrivendo che ve ne erano solamente cinque, pertanto si può pensare che si riferisse specificamente alle Ebridi Interne. Plinio probabilmente prese queste informazioni da Pitea di Marsiglia, che visitò la Gran Bretagna in un momento compreso tra il 322 e il 285 a.C. È possibile che anche Tolomeo abbia visitato l'isola, dato che le informazioni di Giulio Agricola sulla costa occidentale della Scozia erano molto limitate.
Watson (1926) afferma che il significato di "Eboudai" di Tolomeo sia sconosciuto e che la radice potrebbe essere pre-celtica. Altri antichi riferimenti scritti comprendono la fuga del popolo Nemed dall'Irlanda verso "Domon e Erdomon nel nord di Alba", che viene definita nel Lebor Gabála Érenn del XII secolo. Domon, che significa "isola del mare profondo", è riferito alle Ebridi Esterne, mentre Erdomon, che significa "ad est di Domon" oppure "vicino a Domon" è pertanto riferito alle Ebridi Interne.
Le isole singole ed i nomi dei luoghi delle Ebridi Esterne hanno origini miste gaeliche e norrene.

## Storia

### Dalriada

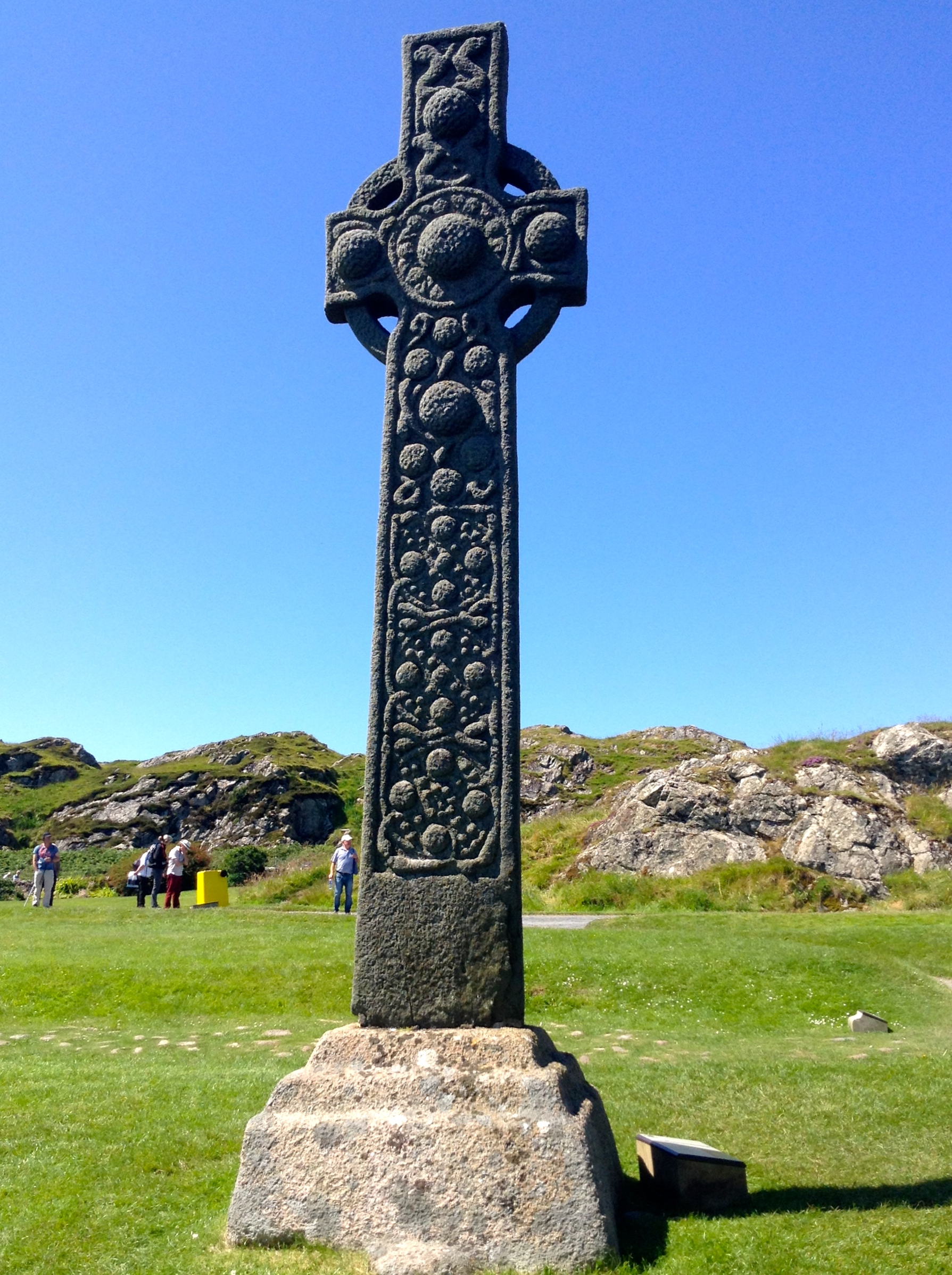
La Croce di San Martino dell'VIII secolo a Iona

Nonostante la mappa di Tolomeo identifichi diverse tribù come i Creoni che avrebbero potuto possibilmente vivere nelle Ebridi Interne in età romana, i primi riferimenti scritti di vita iniziano nel VI secolo dopo Cristo, con la fondazione del regno di Dalriada. Il territorio circoscrive all'incirca quello attuale di Argyll and Bute e Lochaber in Scozia e la contea di Antrim in Irlanda.
Ad Argyll il regno consisteva inizialmente di tre clan principali: Cenél Loairn nell'Argyll settentrionale e centrale, Cenél nÓengusa incentrato su Islay e Cenél nGabráin in Kintyre. Dalla fine del VII secolo si aggiunse un quarto clan, Cenél Comgaill, nell'Argyll orientale.
La figura di Columba di Iona si delinea in ogni storia di Dalriada e la fondazione da parte sua di un monastero su Iona fece di Dalriada il propulsore della diffusione della cristianità nella Gran Bretagna del nord. Tuttavia, Iona non era unica: Lismore, nel territorio di Cenél Loairn, divenne importante alla morte dei suoi abati da essere ricordata frequentemente, e anche siti minori come Eigg, Hinba e Tiree sono conosciuti per i loro annali. L'esistenza dei regno indipendente ebbe fine con l'epoca vichinga, e infine fu unito alle terre dei Pitti per formare il Regno di Alba.
A nord di Dalriada le Ebridi Interne furono sotto il controllo dei Pitti, anche se i riferimenti storici sono in parte mancanti.

### Dominio norvegese, i clan e il dominio scozzese
Le Ebridi cominciarono ad essere assoggettate al dominio Norvegese e popolate dai navigatori Vichinghi già prima del IX secolo. Il controllo delle isole da parte della Norvegia venne formalizzato nel 1098 quando il re Edgar di Scozia cedette formalmente le isole al re Magnus III Olavsson di Norvegia. 
L'accettazione da parte degli Scozzesi di Magnus come re delle isole venne a seguito della conquista da parte del re norvegese delle isole Orcadi, delle isole Ebridi e dell'isola di Man in una rapida campagna svoltasi nella prima parte dello stesso anno, diretta contro i capi norvegesi locali delle varie isole.

Conquistando le isole Magnus sottomise i Norvegesi che si erano impadroniti delle isole secoli prima e impose un più diretto controllo da parte del re. Il controllo norvegese sia delle Ebridi Interne che di quelle Esterne fu agitato da uno stato di guerra quasi continuo che venne alla fine risolto nel 1156 con lo smembramento delle Isole Occidentali (come anche venivano chiamate le Ebridi). Le Ebridi Esterne rimasero sotto il Regno di Man e delle Isole, di origine norvegese, mentre le Ebridi Interne si resero indipendenti alla guida di Somerled, un capo norvegese imparentato sia con la famiglia del re scozzese Lulach che con la casa regnante sull'isola di Man. Quantunque le Ebridi Interne, conosciute dal 1156 come il Regno delle Ebridi, restassero nominalmente sotto la sovranità del re di Norvegia, i governanti erano ormai diventati più Scozzesi che Norvegesi sia per lingua che per cultura.

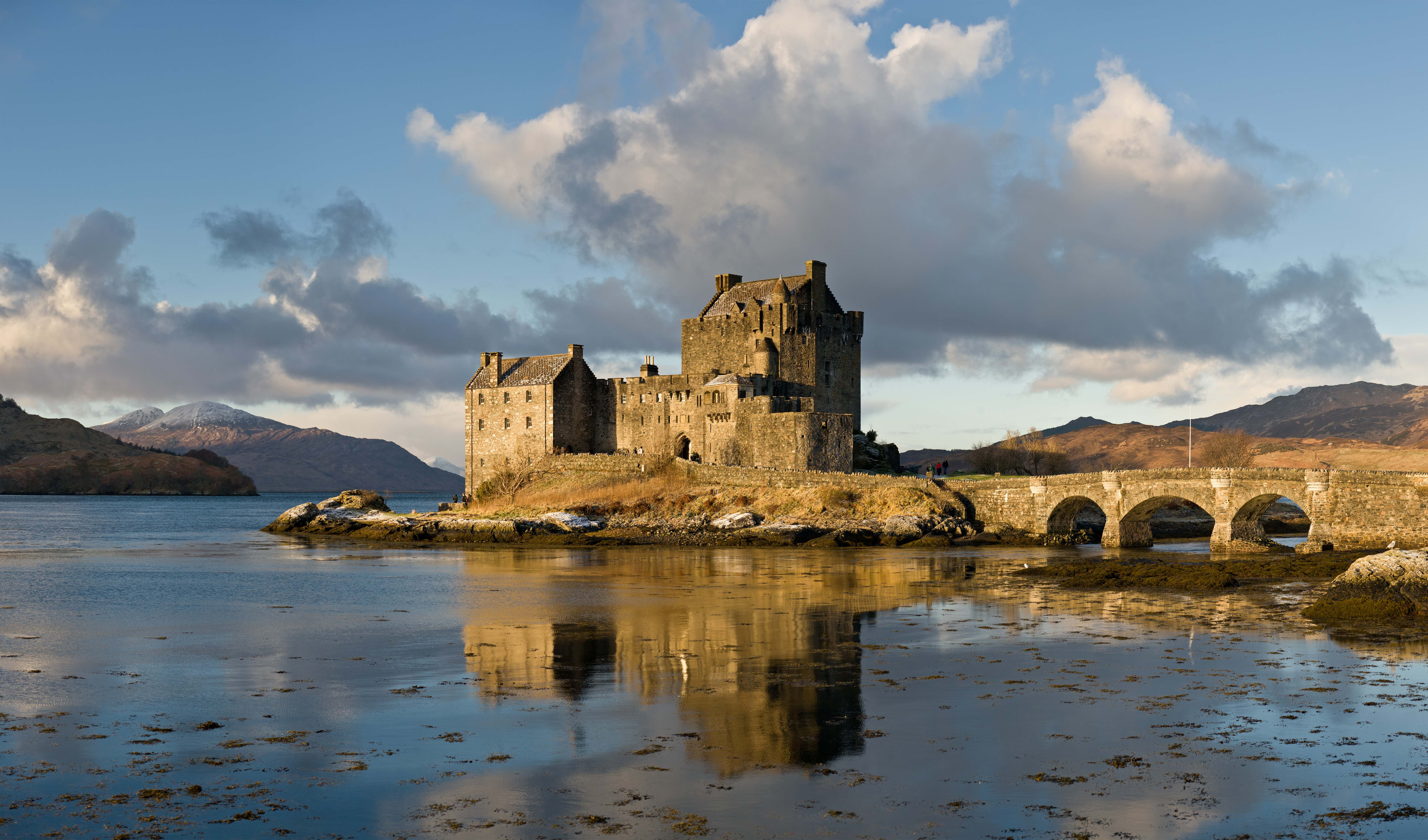
Castello di Eilean Donan

Dopo la vittoria riportata nel 1156 Somerled proseguì due anni dopo con la conquista dell'isola di Man e divenne l'ultimo sovrano del Regno di Man e delle Isole a possedere tutti i territori e le isole facenti originariamente parte del suddetto regno. Dopo la morte di Somerled nel 1164 i successivi sovrani del Regno di Man persero definitivamente il controllo delle Ebridi Interne.
Il Signore delle Isole continuò a governare le Ebridi Interne come parte delle Highlands Occidentali soggette al re di Scozia fino a quando John MacDonald, quarto Signore delle Isole, mandò in rovina il dominio della sua casata. Mediante un accordo segreto con Edoardo IV d'Inghilterra nel 1462 egli tramò per diventare un sovrano indipendente. Quando il re Giacomo III di Scozia venne a conoscenza dell'accordo, nel 1475, a MacDonald furono confiscate tutte le terre di sua proprietà. Alcune di esse gli furono restituite dietro l'impegno a comportarsi lealmente verso il legittimo sovrano di Scozia, ma MacDonald fu incapace di tenere sotto controllo suo figlio che gli si rivoltò contro e lo sconfisse nel 1481 nella battaglia di Bloody Bay, nell'isola di Mull. La successiva ribellione del nipote di MacDonald, nel 1493 esasperò il re Giacomo IV di Scozia che confiscò definitivamente le terre nel 1493 annettendole formalmente al Regno di Scozia. MacDonald morì nel 1501.
I clan più potenti su Skye nel periodo post-norreno erano il Clan Macleod, originariamente incentrato intorno a Trotternish, e il Clan MacDonald di Sleat. A seguito dell'eliminazione della Signoria delle Isole, i Mackinnons emersero come clan indipendente, con possedimenti terrieri su Skye intorno a Strathaird. I MacDonald di South Uist erano acerrimi rivali dei Macleod, e il tentativo dei primi di assassinare i fedeli a Trumpan in rappresaglia per un precedente massacro a Eigg portò alla battaglia del 1578.
Dopo il fallimento della rivolta giacobita del 1745, Flora MacDonald divenne famosa per aver aiutato il principe Carlo Edoardo Stuart dalle truppe del Casato di Hannover. La sua storia è fortemente legata con la loro fuga tramite Skye e la donna è sepolta a Kilmuir. Flora ricevette Samuel Johnson e James Boswell durante il loro Viaggio alle Isole Occidentali della Scozia del 1773 e sulla sua tomba sono riportate le parole di Johnson secondo cui il suo era "un nome che sarà menzionato nella storia, e se il coraggio e la fedeltà sono virtù, sarà menzionato con onore". All'inizio della ribellione il sistema dei clan andò in pezzi e le isole Ebridi divennero una serie di possedimenti terrieri.

### Periodo britannico

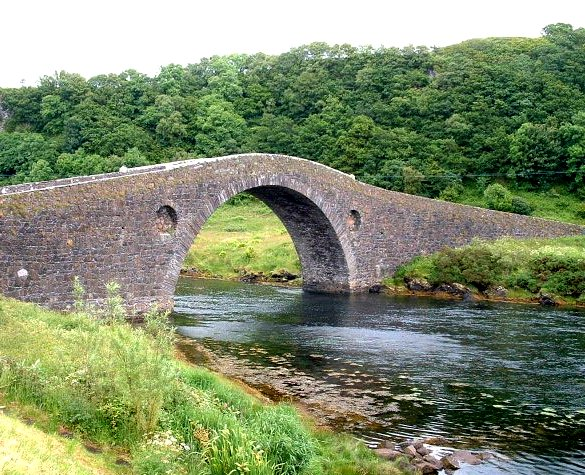
Clachan Bridge di Thomas Telford tra la terraferma e Seil, anche conosciuto come "Ponte sull'Atlantico", fu costruito nel 1792.

Con la firma del Trattato di Unione del 1707, le Ebridi divennero parte del nuovo Regno di Gran Bretagna, ma la lealtà del clan a un sovrano distante non era forte. Moltissimi abitanti delle isole si unirono al sostegno al Conte di Mar, un giacobita, nei "15" e di nuovo nel 1745 alla rivolta si unirono i Macleod di Dunvegan e i MacLea di Lismore. Le conseguenze della decisiva battaglia di Culloden, che pose effettivamente fine alle speranze giacobite di una restaurazione degli Stuart, furono avvertite fortemente tra la popolazione. La strategia del governo britannico era quella di estraniare i capi-clan dai loro seguaci e trasformare i loro discendenti in proprietari terrieri di lingua inglese, il cui principale compito sarebbe stato quello di tassare le proprie terre, anziché occuparsi del benessere di coloro che ci vivevano. Questa strategia portò la pace nelle isole, ma nel secolo successivo se ne scoprì il pesante prezzo.

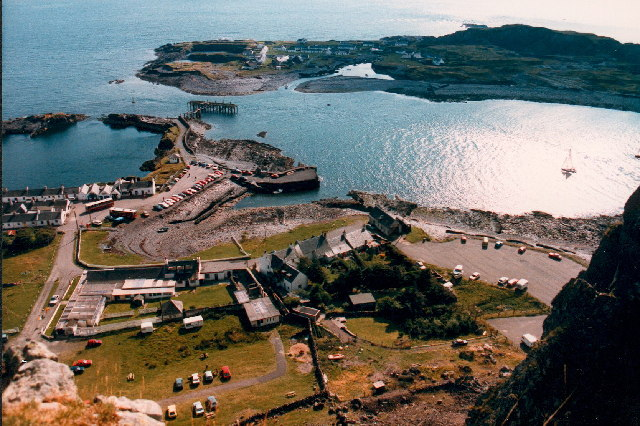
Cave di ardesia in mare a Seil (in primo piano) e Easdale nelle isole Slate

Con l'inizio del XIX secolo le condizioni di vita migliorarono e la popolazione crebbe; furono costruite strade e cave, e l'industria dell'ardesia divenne preponderante su Easdale e sulle isole circostanti. La costruzione del Canale di Crinan e del Canale di Caledonia, oltre ad altre opere ingegneristiche come il "Ponte sull'Atlantico" di Thomas Telford migliorarono i trasporti e l'accesso alle isole. Tuttavia, a metà del secolo, gli abitanti di molte parti delle Ebridi furono devastati dalle Highland Clearances, che distrussero le comunità delle Highland, con la popolazione umana sfrattata e sostituita da pascoli di ovini. La situazione fu ulteriormente peggiorata dal fallimento dell'industria delle alghe delle isole che aveva prosperato dal XVIII secolo fino alla fine delle guerre napoleoniche nel 1815: l'emigrazione su larga scala divenne imponente. La battaglia dei Braes si svolse con manifestazioni contro la mancanza di accesso alle terre e tra le notifiche di sfratto; questo evento fu strumentale per la creazione della Commissione Napier, che nel 1884 descrisse la situazione delle Highlands. I tumulti continuarono fino alla legge sui piccoli proprietari terrieri del 1886 e in un'occasione furono stanziati su Skye 400 marines per mantenere l'ordine.
Per coloro che rimasero, nacquero nuove opportunità economiche derivanti dall'esportazione del bestiame, dalla pesca commerciale e dal turismo. Ciononostante l'emigrazione e il servizio militare divennero la scelta di molti e la popolazione dell'arcipelago continuò a diminuire tra la fine del XIX e il XX secolo. La popolazione di Jura crollò dalle 1.300 persone del 1831 a meno di 250 nel 1961 e quella di Mull dalle 10.600 persone del 1821 a meno di 3.000 nel 1931. Nonostante i lunghissimi periodi di occupazione continua, alcune delle isole minori vennero abbandonate: tra le altre, le isole Treshnish nel 1934, Handa nel 1948 e Eilean Macaskin negli anni intorno al 1880.
Nonostante tutto, vi furono continui e graduali miglioramenti economici, tra i più visibili vi fu la sostituzione delle tradizionali blackhouse con il tetto in paglia (abitazioni tipiche della Scozia) con edifici dal più moderno design e, recentemente, con l'assistenza della Highlands and Islands Enterprise, molte isole hanno visto la popolazione tornare a crescere dopo anni di declino.

## Trasporti

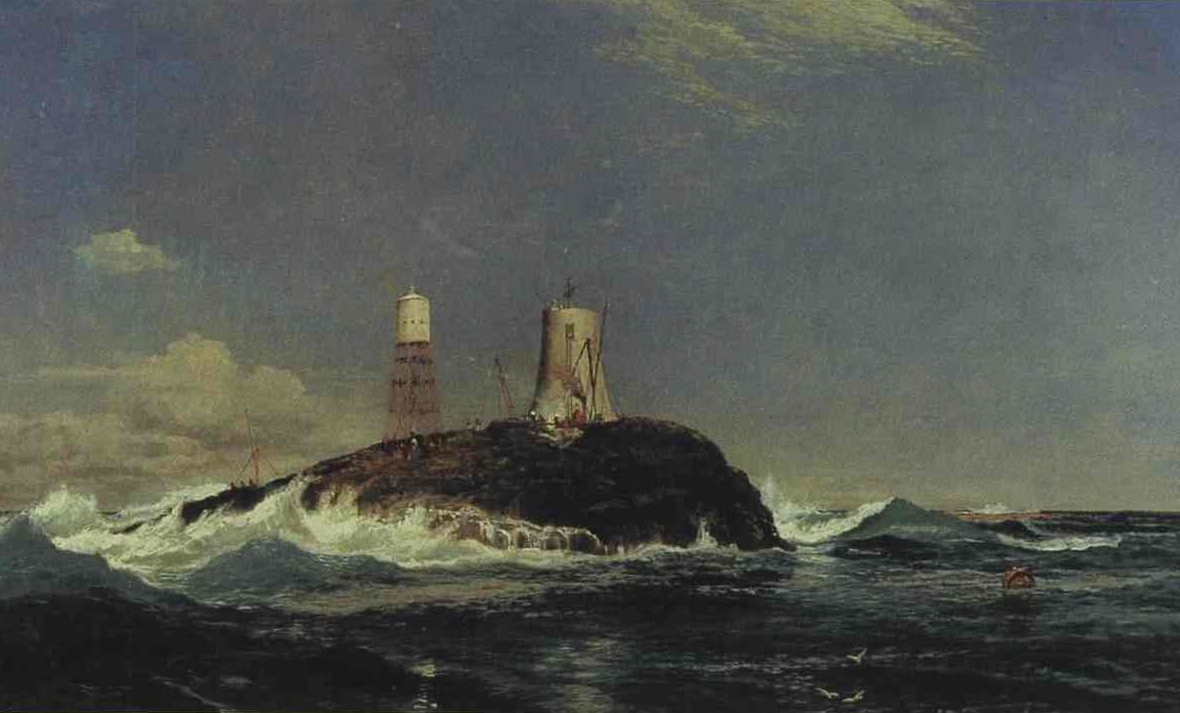
Dhu Heartach Lighthouse, During Construction di Sam Bough (1822–1878)

Servizi regolari di traghetto operano tra le Ebridi Interne e la terraferma scozzese su varie tratte tra cui: da Tayinloan, nel Kintyre, fino a Gigha; da Kennacraig, nel Kintyre, fino a Islay; da Oban a Mull, da Coll e Tiree a Colonsay; da Mallaig a Armadale, su Skye, ed Eigg, Muck, Rùm e Canna; da Glenelg a Kyle Rhea sulla penisola di Sleat, sull'isola di Skye.
Alcuni traghetti raggiungono le Ebridi Interne da altre isole come la tratta da Seil a luing, da Fionnphort sul Ross of Mull a Iona, da Sconser a Raasay e da Port Askaig a Feolin, su Jura. Vi è anche un servizio da e per le Ebridi Esterne da Tarbert, su Harris, e Lochmaddy su North Uist verso Uig, su Skye e da Castlebay, sull'isola di Barra, a Tiree.
Il servizio ferroviario della National Rail è disponibile per i viaggi verso le isole, a partire dalla stazione di Oban, che offre collegamenti diretti verso Glasgow, e da Kyle of Lochalsh verso Inverness. Vi sono voli regolari dal campo volo di Broadford su Skye, dall'aeroporto di Colonsay, dall'aeroporto di Islay presso Port Ellen e dall'aeroporto di Tiree.
L'arcipelago è fortemente esposto a venti e maree, e vi sono numerosi siti dove sono avvenuti naufragi. Sono installati diversi fari come aiuto alla navigazione. Il faro di Dubh Artach è situato su una roccia remota e avvisa i naviganti di stare lontani dall'area e dalle vicine Torran Rocks. In origine era considerato un sito impossibile per un faro, ma la perdita del battello Bussorah con tutte le sue 33 vite a bordo durante il viaggio inaugurale nel 1863 e l'impressionante numero di 24 imbarcazioni che si trovavano nell'area nella tempesta del 30 e 31 dicembre 1865 portarono alla sua costruzione. Skerryvore è un altro faro remoto nelle vicinanze, e trovandosi ad una altezza di 48 metri s.l.m. è il più alto della Scozia.

## Lingua gaelica

Distribuzione geografica delle persone che parlano il gaelico in Scozia, 2011

Vi sono circa 4 000 persone di lingua gaelica nelle Ebridi Interne, pari al 20% della popolazione dell'arcipelago.
Sin dai tempi di Columba di Iona vi sono persone di lingue goideliche sulle Ebridi, e la variante moderna della lingua gaelica scozzese (Gàidhlig) rimane molto radicata in alcune zone. Tuttavia, la legge sull'istruzione del 1872 impedì a generazioni di Gael di parlare la loro lingua natìa nelle scuole, e oggi è noto che tale legislazione abbia causato gravi perdite nella lingua. I bambini vennero puniti per aver parlato gaelico a scuola fino agli anni '30. Più recentemente, la legge sulla lingua gaelica del 2005 scritta dal Parlamento scozzese contribuì a sostenere l'utilizzo della lingua.
Al momento del censimento del 2001, la parrocchia di Kilmuir su Skye aveva il 47% di persone di lingua gaelica, e Skye nel complesso contava una percentuale non equamente distribuita del 31%. Sempre nel 2001, Tiree aveva il 48% della popolazione di lingua gaelica, Lismore il 29%, Islay il 24%, Coll il 12%, Jura l'11%, Mull il 13% e Iona il 5%. Gli studenti di gaelico scozzese provengono da tutto il mondo per frequentare Sabhal Mòr Ostaig, un college di lingua gaelica scozzese situato su Skye.

## Arti

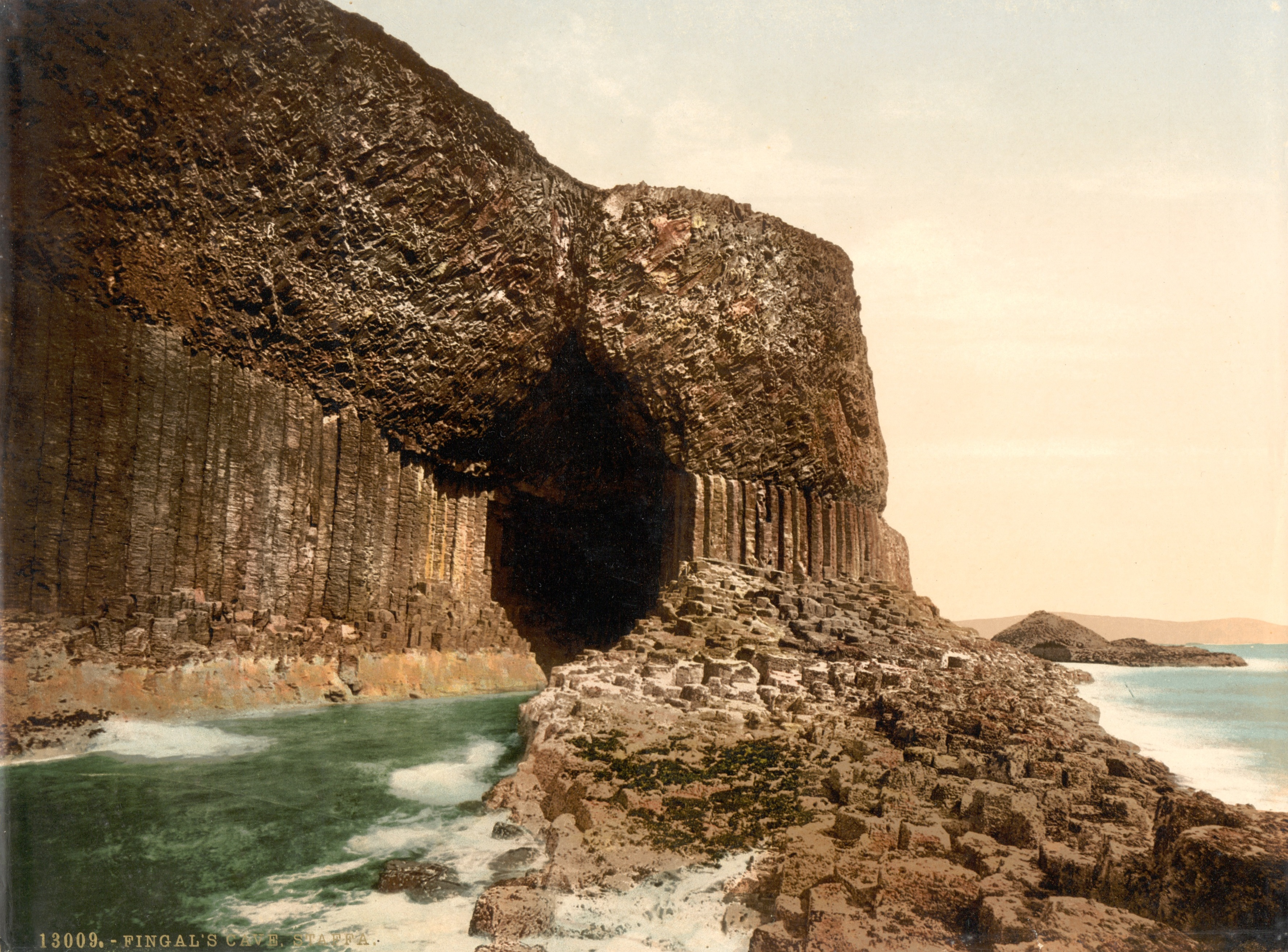
Entrata della grotta di Fingal, Staffa

I paesaggi delle Ebridi hanno ispirato un gran numero di musicisti, scrittori ed artisti. La Ouverture Le Ebridi, anche conosciuta come la Grotta di Fingal, è una famosa overture scritta da Felix Mendelssohn, ispirato dalla sua visita a Staffa. Tra i musicisti contemporanei associati alle isole vi sono Ian Anderson, Donovan e Runrig. La canzone di Enya "Ebudæ" dell'album Shepherd Moons è basata su una canzone popolare tradizionale.
Il poeta Sorley MacLean nacque su Raasay, l'ambientazione del suo famoso poema Hallaig. George Orwell scrisse gran parte del romanzo 1984 mentre abitava a Barnhill, su Jura e J.M. Barrie scrisse il testo per l'adattamento televisivo del 1924 di Peter Pan mentre era a Eilean Shona. Cressida Cowell, autrice di Le eroiche disavventure di Topicco Terribilis Totanus III, trascorse le estati della sua infanzia sulle Ebridi Interne e ha affermato che si tratta di "uno dei posti più belli della Terra" e "il tipo di luogo dove ti aspetti di vedere dragoni sopra la testa".

## Fauna

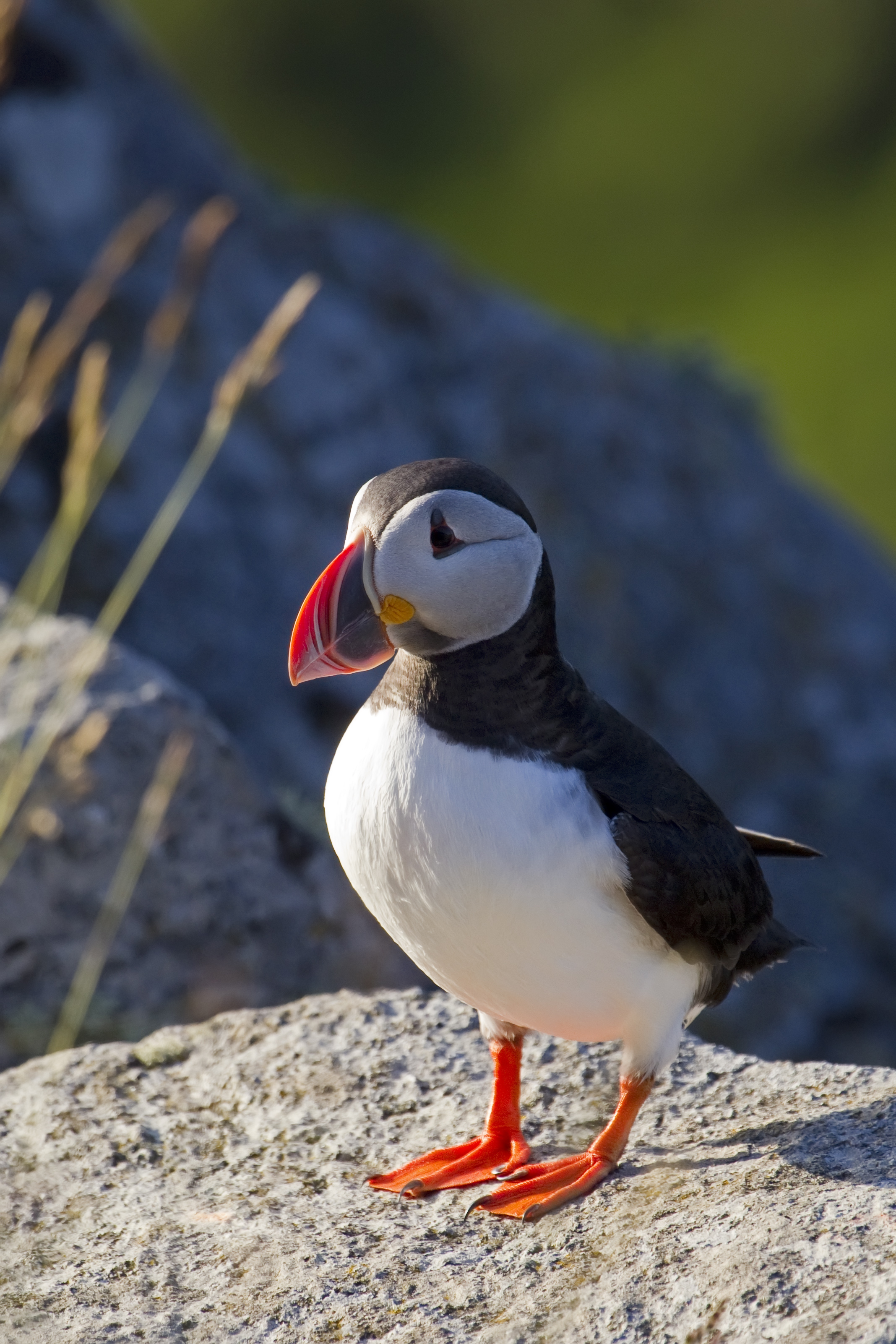
Pulcinella di mare adulta (Fratercula arctica) con piumaggio da riproduzione su Lunga, nelle isole Treshnish.

In alcuni aspetti, le Ebridi hanno meno biodiversità rispetto alla terraferma britannica, in quanto ad esempio contano solo la metà delle specie di mammiferi rispetto alla Gran Bretagna. Tuttavia, queste isole offrono molto ai naturalisti: osservando l'abbondanza locale trovata su Skye nel XVIII secolo, Samuel Johnson scrisse:
()
In epoca moderna, la fauna avicola comprende la gallinella terrestre, la strolaga minore, il piccione selvatico, il gabbiano tridattilo, l'uria nera, la pulcinella di mare, il quattrocchi, l'aquila reale e l'aquila di mare. Quest'ultima fu reintrodotta su Rùm nel 1975 e si è diffusa con successo su diverse isole vicine, tra cui Mull. Esiste una piccola popolazione di gracchi corallini concentrata sulle isole di Islay e Colonsay.